# 八代市立第六中学校
八代市立第六中学校（やつしろしりつ だいろくちゅうがっこう）は、熊本県八代市水島町にある市立中学校。

## 沿革
- 1947年（昭和22年）4月 - 金剛村立金剛中学校設置。
- 1954年（昭和29年）4月1日 - 八代市に合併、八代市立第六中学校と改名。
- 1962年（昭和37年）6月 - 校歌制定
- 2016年（平成28年）4月 - 熊本地震のため臨時休校

## 著名な出身者
- 八代亜紀（演歌歌手）

## アクセス
- 路線バス
  - 産交バス「北新地」バス停より徒歩約10分。八代市役所発、「日奈久温泉」「大門瀬」行きに乗車（乗車時間は約11分）。

## 周辺地域
- 万葉の里水島
- 球磨川

## 進学前小学校
- 八代市立金剛小学校